# Harry E. Luther
Harry E. Luther (1952 - 17 de octubre de 2012) fue un botánico estadounidense. Realizó extensas expediciones botánicas a EE. UU. (Florida); México, Panamá, Bolivia, Colombia, Ecuador, Perú, Brasil.

## Algunas publicaciones

### Libros
- 2000. An alphabetical list of Bromeliad binomials. Ed. Bromeliad Society International. 116 pp.
- harry e. Luther, David h. Benzing. 2009. Native Bromeliads of Florida. Ed. Pineapple Pr Inc. 126 pp. ISBN 1-56164-448-X

- La abreviatura «H.Luther» se emplea para indicar a Harry E. Luther como autoridad en la descripción y clasificación científica de los vegetales.[2]